# Chlorochaeta superonataria
Chlorochaeta superonataria är en fjärilsart som beskrevs av Charles Oberthür 1916. Chlorochaeta superonataria ingår i släktet Chlorochaeta och familjen mätare. Inga underarter finns listade i Catalogue of Life.